# Austrotipula hudsoni
Austrotipula hudsoni är en tvåvingeart som först beskrevs av Frederick Wollaston Hutton 1900.  Austrotipula hudsoni ingår i släktet Austrotipula och familjen storharkrankar. Inga underarter finns listade i Catalogue of Life.